# Likestillings- og diskrimineringsombudet
Likestillings- og diskrimineringsombudet (LDO) (Gleichstellungs- und Antidiskriminierungsamt) ist eine norwegische Behörde zur Förderung der Gleichstellung und der Bekämpfung von Diskriminierung aufgrund von Geschlecht, ethnischer Zugehörigkeit, Religion, Behinderung, sexueller Orientierung, Geschlechtsidentität und -ausdruck und Alter. Sie wurde 2006 gegründet; ihre Vorläufer reichen jedoch bis auf das Jahr 1959 zurück. Jährlich werden etwa 2400 Fälle von Diskriminierung bearbeitet.

## Organisation
Das Amt und sein Leiter, der Ombudsmann, sind nicht weisungsgebunden, aber dem Ministerium unterstellt. Seit 2020 ist dies das Kulturministerium, vorher war es das Familienministerium. Die mehrheitlich weiblichen Mitarbeiter verteilen sich auf die drei Abteilungen Beratung, Aufsicht und Betrieb/Entwicklung. 2023 waren 39 Personen bzw. 34,9 Vollzeitäquivalente beschäftigt. Behördenleiter ist seit dem 28. Februar 2022 Bjørn Erik Thon; er ist der erste Ombudsmann nach einer Reihe von Frauen.

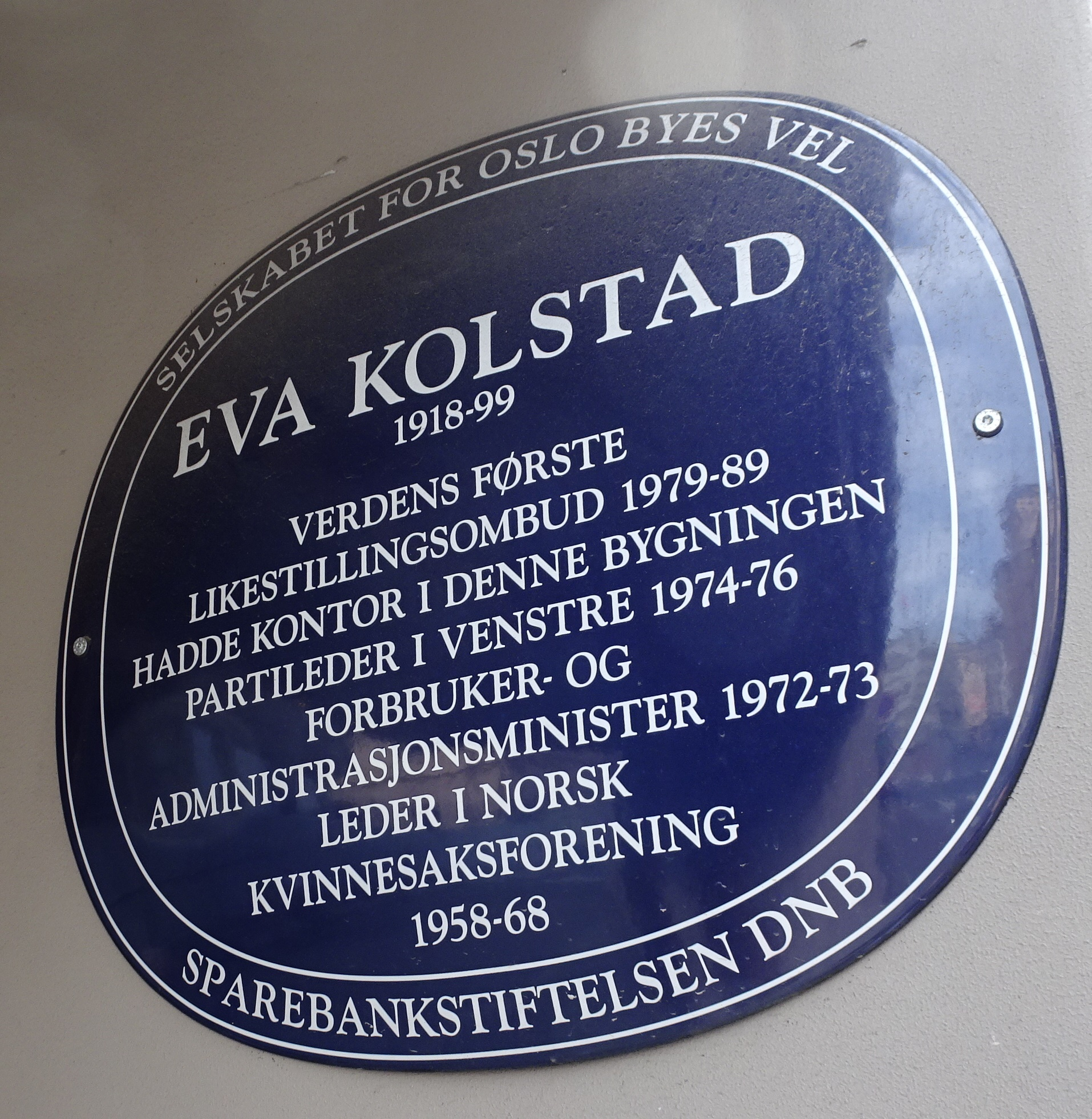
Gedenktafel für Eva Kolstad in der Møllergata 16, wo sie als erste Likestillingsombud ihr Büro hatte

| Name                                   | Von                | Bis                |
| Likestillingsombud                     | Likestillingsombud | Likestillingsombud |
| -------------------------------------- | ------------------ | ------------------ |
| Eva Kolstad                            | 1979               | 1988               |
| Ingse Stabel                           | 1988               | 1994               |
| Anne Lise Ryel                         | 1994               | 2000               |
| Kristin Mile                           | 2000               | 2005               |
| Likestillings- og diskrimineringsombud |                    |                    |
| Beate Gangås                           | 2006               | 2009               |
| Sunniva Ørstavik                       | 2010               | 2016               |
| Hanne Bjurstrøm                        | 2016               | 2021               |
| Bjørn Erik Thon                        | 2022               |                    |

## Aufgaben
Das LDO hat die Durchsetzung der verschiedenen Gleichstellungsgesetze zu überprüfen; laut dem norwegischen Zentralregister für die Organisationsnummer 988681873 sind dies: likestillingsloven (Gleichstellungsgesetz), diskrimineringsloven (Diskriminierungsgesetz), arbeidsmiljølovens likebehandlingskapittel (Gleichbehandlungskapitel im Arbeitsgesetz) und diskrimineringsforbudene i boliglovene (Diskriminierungsverbot im Wohnungsgesetz).
Das LDO überprüft auch die Einhaltung der UN-Konventionen zur Beseitigung jeder Form von Rassendiskriminierung (CERD), zur Beseitigung jeder Form von Diskriminierung der Frau (CEDAW) und über die Rechte von Menschen mit Behinderungen (CRPD). Neben der Behandlung von Einzelfällen wird das LDO auch von sich aus tätig, „deckt Umstände auf, die der Gleichstellung entgegenwirken, und trägt zur Sensibilisierung für Einstellungen und Verhaltensweisen bei.“
Die Tätigkeit des LDO wird durch das Diskrimineringsnemnda (Diskriminierungstribunal) ergänzt, eine Schlichtungsstelle für einzelne konkrete Fälle von Diskriminierung.

## Statistik
| Grund                                 | 2021 | 2022 | 2023 |
| ------------------------------------- | ---- | ---- | ---- |
| Arbeitsunfähigkeit                    | 526  | 524  | 553  |
| Ethnische Zugehörigkeit               | 272  | 361  | 314  |
| Geschlecht                            | 345  | 319  | 266  |
| Schwangerschaft und Erziehungsurlaub  | 267  | 219  | 230  |
| Alter                                 | 122  | 185  | 160  |
| Geschlechtsidentität und -ausdruck    | 33   | 58   | 47   |
| Religion und Weltanschauung           | 52   | 44   | 42   |
| Betreuungsaufgaben                    | 22   | 25   | 34   |
| Sprache                               | 35   | 0    | 31   |
| Sexuelle Orientierung                 | 21   | 30   | 19   |
| Mitgliedschaften                      | 11   | 7    | 11   |
| Politische Ansichten                  | 2    | 2    | 9    |
| Mehrere/Sonstige/Unbekannte Gründe    | 771  | 414  | 562  |
| Nicht behandelt wegen Unzuständigkeit | 0    | 220  | 128  |
| Insgesamt                             | 2479 | 2408 | 2406 |
| In der Gruppe „Geschlecht“ enthalten: |      |      |      |
| Sexuelle Belästigung                  | 94   | 78   | 87   |

## Geschichtliche Entwicklung
Der 1959 eingerichtete Likelønnsrådet (Lohngleichheitsrat) „war das erste norwegische Regierungsgremium, das ausschließlich zu dem Zweck eingerichtet wurde, die Stellung der Frauen in Norwegen zu verbessern.“ Der Rat wurde von Vertretern der Sozialpartnerschaft besetzt, war aber nicht befugt, sich an Tarifverhandlungen zu beteiligen.
1972 wurde der Likelønnsrådet durch den Likestillingsrådet (Gleichstellungsrat) ersetzt. Dem neuen Namen entsprach der erweiterte Aufgabenbereich, „sich für die Gleichstellung der Geschlechter in allen Bereichen der Gesellschaft einzusetzen, Faktoren zu ermitteln, die der Gleichstellung der Geschlechter entgegenwirken, und die Öffentlichkeit über Maßnahmen zur Bekämpfung dieser Faktoren zu beraten.“
1978 verabschiedete das norwegische Parlament das Likestillingsloven (Gleichstellungsgesetz). Stellen mussten (mit wenigen Ausnahmen) für beide Geschlechter ausgeschrieben werden und bei gleicher Qualifikation konnten Frauen vorgezogen werden. Zur Durchsetzung des Gesetzes wurde der Likestillingsombudet (Gleichstellungsbeauftragte) und die Klagenemnda for likestilling (Beschwerdestelle für Gleichstellungsfragen) eingerichtet. Die prominente Politikerin und Frauenrechtlerin Eva Kolstad wurde die erste Ombudsfrau Norwegens und der Welt.
1997 wurde der Likestillingsrådet durch das Likestillingssenteret (Gleichstellungszentrum) ersetzt, das zuletzt (2003–2005) von der malayischstämmigen Long Litt Woon geleitet wurde.
2006 schließlich wurde der heutige Zustand erreicht. Das Likestillings- og diskrimineringsombudet entstand durch die Zusammenlegung des Likestillingssenteret, des Likestillingsombudet und von Teilen des Senter mot etnisk diskriminering (SMED) (Zentrum gegen ethnische Diskriminierung).
Mit dem Inkrafttreten des neuen likestillings- og diskrimineringsloven am 1. Januar 2018 wurde das Verhältnis des LDO zum Diskrimineringsnemnda geändert. Das Diskriminierungstribunal ist nun in allen Fällen die erste (und einzige) Instanz für Beschwerden. Bis 2017 entschied das LDO Einzelfälle in erster Instanz und die Entscheidung konnte bzw. musste vor dem Tribunal angefochten werden. „Der Wechsel von zwei zu einer Instanz sollte eine schnellere und effizientere Fallbearbeitung ermöglichen.“

## Sprachliche Bemerkung
Ombud (Neutrum) hat im Norwegischen eine doppelte Bedeutung. Das Wort bezeichnet sowohl das (öffentliche) Amt als auch die Person, die es ausübt. Für die zweite Bedeutung wird oft auch das Wort Ombudsmann verwendet. Daher ist Likestillings- og diskrimineringsombudet je nach dem Kontext mit „Amt“ oder mit „Ombudsmann/frau“ zu übersetzen.